# بريان سيلاس
بريان سيلاس (بالإنجليزية: Bryan Silas)‏ هو سائق سباق أمريكي، ولد في 13 يونيو 1987 في ستيوارت في الولايات المتحدة.

## وصلات خارجية
- الموقع الرسمي
- بريان سيلاس على موقع Racing-Reference.info (الإنجليزية)